# A cannes-i fesztivál díjai
A kezdetekben nagyvilági és turisztikai jelleget öltő cannes-i fesztivál az évek során a világ legelismertebb filmfesztiváljainak egyikévé vált. Az átadott díjak ugyancsak változtak: újakat alapítottak, másokat megszüntettek, s voltak, melyeket időszakos jelleggel, vagy alkalmi elnevezéssel osztottak ki.
Alább a fesztivál hivatalos válogatásában vagy külső szervezetek által fenntartott, független, párhuzamos rendezvényeken (Kritikusok Hete, Rendezők Kéthete) versenyeztetett vagy bemutatott filmeknek és alkotóiknak átadott díjak listája található.

## Hivatalos válogatás

### Nagyjátékfilmek
A legnagyobb érdeklődést kiváltó díjazások a hivatalos válogatás versenyprogramjának nagyjátékfilmjeihez kötődnek. A zsűri mintegy húsz filmet tekint meg és dönt a díjazásról. A versenyprogramon kívül bemutatott alkotások (külön vetítések és általában a nyitó- és zárófilmek) nem részesülnek elismerésben.
Miután többször előfordult, hogy egy-egy alkotás halmozta a díjakat (1991-ben a Hollywoodi lidércnyomás vagy 2001-ben A zongoratanárnő), módosítottak a szabályokon és a hét díjból csupán egyikben lehet odaítélni megosztva díjakat, az Arany Pálma kivételével. Egyedül a forgatókönyv díjával együtt kaphat ismerést ugyanazon film valamely színésze is, amennyiben a fesztivál elnöke úgy ítéli meg.

#### Jelenlegi díjak

##### Arany Pálma
Az 1955 óta átadott Arany Pálma (Palme d’or) a fesztivál fődíja, amelyet a nagyjátékfilmek zsűrije ítél oda a legjobb filmnek; a Nemzetközi Filmfesztivál Nagydíját (Grand prix du festival international) váltotta fel.

##### Nagydíj
A Nagydíj (Grand prix) – nevezik Zsűri nagydíjának (Grand prix du jury) is – a fesztivál második legtekintélyesebb díja. A nagyjátékfilmek zsűrije ítéli oda a legeredetibbnek, vagy kísérletező szelleműnek ítélt filmnek.

##### Zsűri díja
A Zsűri díja (Prix du jury) a fesztivál harmadik legtekintélyesebb díja. A nagyjátékfilmek zsűrije ítéli oda annak a filmnek, amely kivívja a zsűritagoknak általános elismerését. Ugyanezzel a ranggal bírnak az évfordulós díjak is. A Cinéfondation és rövidfilmek zsűrije ugyanezzel az elismeréssel illetheti valamely rövidfilmet.

##### Legjobb férfi alakítás díja
A Legjobb férfi alakítás díját (Prix d'interprétation masculine) a fesztivál zsűrije a hivatalos válogatás versenyfilmjei egyikében legjobb alakítást nyújtó színésznek ítéli oda.

##### Legjobb női alakítás díja
A Legjobb női alakítás díját (Prix d'interprétation féminine) a fesztivál zsűrije a hivatalos válogatás versenyfilmjei egyikében legjobb alakítást nyújtó színésznőnek ítéli oda.

##### Legjobb rendezés díja
A Legjobb rendezés díját (Prix de la mise en scène) veheti át annak a filmnek a rendezője, amelynek alkotói tevékenységét a fesztivál zsűrije legjobbnak ítéli. 1983-ban – egyetlen alkalommal – neve Alkotói film nagydíjára (Grand Prix du cinéma de création) változott.

##### Legjobb forgatókönyv díja
A Legjobb forgatókönyv díját (Prix du scénario) veheti át annak a filmnek a forgatókönyvírója, amelynek ötletét vagy adaptációját a fesztivál zsűrije legjobbnak ítéli.

#### Múltbéli díjak

##### Nemzetközi Filmfesztivál Nagydíja
A Nemzetközi Filmfesztivál Nagydíja (Grand Prix du Festival International du Film) az Arany Pálmát megelőzően, 1954-ig, a fesztivál legjobb filmjének ítélt fődíja volt.

##### Nemzetközi díj
A Nemzetközi díjat (Prix international) olyan film elismerésére adták át időszakosan, melynek stílusát és műfaját a zsűri eredetinek és értékesnek találta.

##### Nemzetközi zsűri díja
A Nemzetközi zsűri díját (Prix du jury international) csupán az 1946-os cannes-i filmfesztiválon osztották ki, a második legrangosabb elismerésként.

##### Legjobb művészi hozzájárulás díja
A Legjobb művészi hozzájárulás díjat (Prix de la meilleure contribution artistique) kapott a zsűri ítélete szerint kivételesen magas művészi értékkel bíró film.

##### Legjobb első alkotás díja
A Legjobb első alkotás díjjal (Prix de la première œuvre) alkalmanként részesítettek elismerésben egy-egy tehetségesnek ítélt elsőfilmes rendezőt. Szerepét az Arany Kamera vette át.

##### Legjobb férfi mellékszereplő díja
A Legjobb férfi mellékszereplő díja (Prix du meilleur second rôle masculin) elismerésben részesülhet a fesztivál zsűrije által kiválasztott film mellékszereplőjeként kiemelkedő alakítást nyújtó színész. 1979-81 között került átadásra.

##### Legjobb női mellékszereplő díja
A Legjobb női mellékszereplő díja (Prix du meilleur second rôle féminine) elismerésben részesülhet a fesztivál zsűrije által kiválasztott film mellékszereplőjeként kiemelkedő alakítást nyújtó színésznő. 1979-81 között került átadásra.

##### Legjobb fényképezés díja
A Legjobb fényképezés díja (Prix de la photographie) vehette át annak a filmnek az operatőre, amelynek képi világát a fesztivál zsűrije legjobbnak ítélte.

##### Legjobb fényképezés és plasztikus megjelenítés díja
A Legjobb fényképezés és plasztikus megjelenítés díja (Prix de la photographie et de la composition plastique) vehette át annak a filmnek az operatőre, amelynek képi világát a fesztivál zsűrije legjobbnak ítélte.

##### Legjobb díszlet díja
A Legjobb díszlet díja (Prix pour le décor) elismerésben részesült időszakosan a legjobb díszlet- vagy látványtervező.

##### Legjobb filmzene díja
A Legjobb filmzene díja (Prix de la meilleure partition musicale) elismerésben részesült 1952-ben a legjobb filmzenét komponáló zeneszerző.

##### Technikai nagydíj
A Technikai nagydíj (Grand prix technique) a hivatalos válogatás egy filmjének elkészítésében kiemelkedő teljesítményt nyújtott filmtechnikai szakember (operatőr, díszlettervező, vágó, hangmérnök stb.) részére, 2002-ig. 2003-ban a Technikai-művészi Vulcain-díj váltotta fel, amelynek elnevezése 2019-ben Technikai-művészi CST-díjra változott.

##### Technikai-művészi Vulcain-díj
A Technikai-művészi Vulcain-díj (Prix Vulcain de l’artiste-technicien) 2003-tól a hivatalos válogatás egy filmjének elkészítésében kiemelkedő teljesítményt nyújtott „filmtechnikai művésznek”. Megkaphatja operatőr, díszlettervező, vágó, hangmérnök, de a rendező, és a film egésze is. Elnevezése 2019-ben Technikai-művészi CST-díjra változott.

##### Technikai nagydíj külön dicsérete
A Technikai nagydíj külön dicsérete (Mention spéciale du grand prix technique) egy technikai szakember munkássága egészét hivatott elismerni.

##### Nemzetközi kritikusok díja
A Nemzetközi kritikusok díját (Prix de la Critique internationale) 1946-ban alapították, külön Georges Rouquier részére, akinek Farrebique című dokumentumfilmjét kizárták a válogatásból; több alkalommal azonban nem osztották ki.

##### Gary Cooper-díj
A Gary Cooper-díjat (Prix Gary Cooper) 1961-ben alapították annak a nagyjátékfilmnek elismerésére, amely tartalmát és annak feldolgozását tekintve valódi emberi értékeket mutat fel. Két alkalommal, 1961-ben és 1963-ban osztották ki.

##### Nemzetközi békedíj
Nemzetközi békedíjat (Prix international de la paix) egyetlen alkalommal, 1946-ban osztottak ki; Szergej Jutkevics szovjet filmrendező vehette át Molodoszt nasej sztrani című filmjéért.

### Rövidfilmek
A fesztivál előírásai szerint a rövidfilmeknek minimum 15 perceseknek kell lenniük, értékelésüket egy öttagú zsűri végzi a Cinéfondation rövidfilmjeivel együtt.

#### Arany Pálma
A rövidfilmek Arany Pálmáját a Cinéfondation és rövidfilmek zsűrije ítéli oda és adja át a válogatás legjobbnak ítélt rövidfilmje rendezőjének.

### Un certain regard

#### Un certain regard-díj
Un certain regard-díj (Prix Un certain regard) elismerésben részesíti a szekció önálló zsűrije azt az alkotást, amelynek elő kívánja segíteni franciaországi forgalmazását.

#### Un certain regard egyéb díjak
A szekció zsűrije egyéb különdíjakat is odaítélhet, amelyeknek száma, megnevezése évente változhat.

### Cinéfondation

#### Cinéfondation díja
A Cinéfondation szekció három legjobb filmjének ítéli oda a hivatalos válogatás Cinéfondation és rövidfilmek zsűrije.

#### Cinéfondation – külön dicséret
Cinéfondation – külön dicséretben (Mention spéciale de la cinéfondation) részesülhet egy fiatal alkotó zsánerfilmje.

### Különdíjak

#### Zsűri különdíja
A Zsűri különdíja (Prix spécial du jury) a zsűri által elismerésben részesített film eredetisége okán kerül esetenként odaítélésre.

#### Cannes-i Fesztivál Trófeája
A Cannes-i Fesztivál Trófeája (Trophée du Festival de Cannes) a filmművészet kiemelkedő személyiségeit díjazza 2000 óta, alkalmanként, karrierjük egészének elismeréseként.

#### Tiszteletbeli Pálma
Az Tiszteletbeli Pálma (franciául: Palme d’honneur), melyet neveznek Pálmák Pálmájának (Palme des Palmes), Tiszteletbeli Arany Pálmának (Palme d’or d’honneur), illetve Különdíjnak (Prix spécial) is, a Cannes-i fesztiválon alkalmi jelleggel kiosztott életműdíj, neves, kiemelkedő tehetségű filmes alkotók (rendezők), illetve előadók (színészek) részére. Az elismerést – az Arany Pálmától eltérően – nem film, hanem személy kapja, és nem zsűri ítéli oda, hanem a fesztivál vezetősége.

#### Pálmák Pálmája
Lásd: Tiszteletbeli Pálma

#### Évfordulós díjak
- A Nemzetközi Filmfesztivál 20. évfordulós nagydíja[1]
- A Nemzetközi Filmfesztivál 25. évfordulós díja
- A Nemzetközi Filmfesztivál 35. évfordulós díja
- A Nemzetközi Filmfesztivál 40. évfordulós díja
- A Nemzetközi Filmfesztivál 45. évfordulós díja
- A Nemzetközi Filmfesztivál 50. évfordulós díja
- A Cannes-i Fesztivál 55. évfordulós díja
- A Cannes-i Fesztivál 60. évfordulós díja
- A Cannes-i Fesztivál 70. évfordulós díja

#### Különdíj
A Különdíj (Prix spécial) időszakosan kiosztott elismerés egy-egy érdeklődést felkeltő filmnek.

#### Külön dicséret
A Külön dicséretben (Mention spéciale) részesülhet egy film az eredetiségéért, a filmművészetben kevésbé használt stílusáért.

### Egyéb díjak
Ezek a díjak csak a hivatalos válogatás alkotásai részére ítélhetők oda; a zsűrizést a fesztivál intézményétől teljesen független szervezetek végzik.

#### Technikai-művészi CST-díj
A Technikai-művészi CST-díj (Prix CST de l’Artiste-Technicien) 2019-től a hivatalos válogatás egy versenyfilmjének elkészítésében kiemelkedő teljesítményt nyújtott „filmtechnikai művésznek”. Megkaphatja operatőr, díszlettervező, vágó, hangmérnök, de a rendező, és a film egésze is. A Technikai-művészi Vulcain-díjat váltotta fel.

##### CST-zsűri külön dicsérete
A CST-zsűri külön dicsérete (Mention spéciale du jury CST) egy filmtechnikai szakember munkássága egészét hivatott elismerni.

#### Cannes-i Filmzene díj
A Cannes-i Filmzene díj (Cannes Soundtrack Award) elismerést egy 2012 óta zenei szakújságírókból álló független zsűri ítéli oda az Arany Pálmáért versengő nagyjátékfilmek egyikében nyújtott kiemelkedő zeneszerzői teljesítményért.

#### Ökumenikus zsűri díja
Az Ökumenikus zsűri díját (Prix du Jury Œcuménique) 1974 óta ítéli oda egy evangéliumi értékeket kiemelő nagyjátékfilmnek a fesztivál rendezőitől független keresztény személyekből összeállított nemzetközi zsűri, amelynek tagjait a katolikus SIGNIS és a protestáns INTERFILM kéri fel. Az értékelés a fesztivál hivatalos válogatásban (versenyprogram, Un Certain Regard) bemutatott alkotásokra terjed ki.

##### Ökumenikus zsűri külön dicsérete
Az ökumenikus zsűri alkalmi jelleggel külön dicséretet ítélhet oda egy arra érdemesnek talált filmnek.

##### OCIC-díj (1952–1973)
Az OCIC-díjat (Prix OCIC) a Nemzetközi Katolikus Film- és Audovizuális Szervezet (Organisation Catholique Internationale du Cinéma et de l’Audiovisuel – OCIC) ítélte oda 1952 és 1973 között. 1974-től a protestáns Interfilmmel közösen létrehozott Ökumenikus zsűri díja váltotta fel.

##### INTERFILM-díj (1969–1973)
Az INTERFILM-díjat (Prix INTERFILM) a Nemzetközi Protestáns Filmszervezet (németül: Internationalen Kirchlichen Filmorganisation, franciául: Organisation internationale protestante pour le Film, angolul: International Interchurch Film Organisation – OCIC) ítélte oda 1969 és 1973 között. 1974-től a katolikus OCIC-al közösen létrehozott Ökumenikus zsűri díja váltotta fel.

#### François Chalais-díj
A François Chalais-díjat (Prix François Chalais) 1997 óta osztják ki a cannes-i fesztiválon. A leukémiában 1996-ban elhunyt François Chalais francia újságíró, filmkritikus és filmtörténész emlékére alapított elismerést az életigenlés és az újságírás értékeit felmutató filmek kaphatják meg.

#### A polgárság díja
A polgárság díját (Prix de la citoyenneté) 2018 óta osztja ki a Clap Citizen Cannes egyesület a cannes-i fesztivál versenyprogramjában indított azon magas művészi színvonalú filmnek, amely kihangsúlyozza az egyéni és kollektív emberi gazdagság erényeit, a nők és férfiak iránti szolidáris elkötelezettségeket, valamint bolygónk erőforrásainak megőrzését, a jövőbeli generációk érdekében tett minőségi környezetvédelemmel együtt.

## Rendezők Kéthete
A Rendezők Kéthete a hivatalos válogatásával párhuzamosan megrendezett filmes esemény, melyet a fesztivál szervezőbizottságától független, külső szervezet, a francia Filmrendezők Szövetsége (Société des Réalisateurs de Films – SRF) alapított 1969-ben. Mivel nem versenyszekcióról van szó, hosszú időn át nem volt díjazás, az utóbbi időben díjait – az Arany Hintó kivételével – külső szervezetek ajánlják fel.

### Art Cinema-díj
Az Art Cinema-díjat (Art Cinema Award) az Art Mozik Nemzetközi Szövetsége (Confédération Internationale des Cinémas d’Art et d’Essai – CICAE) ítéli oda annak a kezdő filmnek, amelynek forgalmazását elő kívánja segíteni.

### Arany Hintó
A francia Filmrendezők Szövetsége (Société des Réalisateurs de Films – SRF) ítéli oda 2002 óta annak a független filmrendezőnek, akit „innovatív filmjei, bátorsága, a rendezés és a gyártás folyamán tanúsított meg nem alkuvó magatartása” alapján arra méltónak találnak.

### Europa Cinemas Label-díj
Az Europa Cinemas Label-díjat (Label Europa Cinemas) 2003 óta ítéli oda az Europa Cinema mozihálózat független zsűrije a cannes-i Rendezők Kéthete szekcióban (valamint a velencei Mostrán és a Berlinálén) annak a két filmnek, amelyek várhatóan sikeresen forgalmazhatók a hálózat filmszínházaiban.

### Illy Rövidfilm-díj
Az Illy rövidfilm-díj (Prix Illy du Court-Métrage) Illycaffè kávégyártó cég által szponzorált díj a legjobb rövidfilmnek, amellyel segíti a forgalmazást.

## Kritikusok Hete
A Kritikusok Hete szekciót a Francia Filmkritikusok Szervezete (Syndicat français de la critique de cinéma) szervezi egy hét időtartamban, a fesztivál ideje alatt; díjait szponzorok támogatásával osztja ki, ezért elnevezésük rendre változik. Két fő csoportra oszthatók: a rendezvény zsűrije által kiosztott díjak és a partnerszervezetek díjai.

### Kritikusok Hetének Nagydíja
A Kritikusok Hetének Nagydíja (Grand Prix de la Semaine internationale de la critique) a rendezvény fődíja, melyet a rendezvény filmkritikusokból és filmes szakírókból álló zsűrije ítél oda a válogatás legjobb nagyjátékfilmjének. A díjat a Nespresso kávégyártó cég szponzorálja, ezért 2011 óta az elnevezése Nespresso Nagydíj. A díjon felül a film rendezőjét a támogató cég pénzjutalomban részesíti (2018-ban 15 000 euró).

### A Rövidfilm Felfedezés Díja
A Rövidfilm Felfedezés Díja (Prix Découvert du Court-Métrage) 2016-tól a Leica Cine által szponzorált díja a legjobb rövidfilmnek (2018-ban 4000 euró).

### A Felfedés Louis Roederer Alapítvány Díja
A Felfedés Louis Roederer Alapítvány Díja (Prix Fondation Louis Roederer de la Révélation) az alapítvány által szponzorált, 2018 óta kiosztott díj, melyet a rendezvény zsűrije ítél oda a szekcióban bemutatott nagyjátékfilmek egyik ígéretes tehetségű színészének (2018-ban 5000 euró).

### Partnerszervezetek díjai
A Gan Alapítvány Terjesztési Díja
A Groupama biztosító csoport filmes alapítványa, a Fondation Gan ítéli meg egy első- vagy másodfilmes alkotás forgalmazójának, hogy segítse a film promócióját (2018-ban bruttó 20 000 euró).
SACD-díj
A SACD-díjat (Prix SACD) a francia Drámaírók és Zeneszerzők Szövetsége (Société des auteurs et compositeurs dramatiques – SACD) igazgatótanácsának filmes tagjai javaslatára ítélik oda a válogatás egyik nagyjátékfilmje rendezőjének (2018-ban 5000 euró).
Canal+ Díj
A Canal+ Díjat (Prix Canal+; régebben a Rövidfilm Nagydíja) a Canal+ televíziós csatorna által 1992 óta szponzorált díj. Az elismert rövid- vagy középhosszú film (60 percig) jogait a csatorna megvásárolja sugárzásra.
Arany Sín
Az Arany Sín (Rail d’Or) díjat 1995-től ítéli oda filmkedvelő vasutasok több mint százfős csoportja, amely részt vesz a válogatás vetítésein. Trófeája egy aranyozott vasúti sín szelvénydarab. Két változata van:
- Nagy Arany Sín (Grand Rail d’Or) – nagyjátékfilmek részére
- Kis Arany Sín (Petit Rail d’Or) – rövidfilmek részére

### Régebbi díjak
- Felfedés Díja (Prix Révélation): a France 4 közszolgálati televízió által szponzorált díj volt 2017-ig, melyet a rendezvény zsűrije ítélt oda a legjobb első filmnek.
- ACID-díj (Prix ACID): Független Filmforgalmazó Ügynökség (Agence du Cinéma Indépendant pour sa Diffusion – ACID) ítélte oda. Az ügynökség segítette az elismerésben részesített film forgalmazását.
- Fiatal Kritikusok OFAJ-díja (Prix OFAJ de la (toute) Jeune Critique): a Francia-német Ifjúsági Hivatal (Office franco-allemand pour la Jeunesse – OFAJ) által szponzorált elismerés, melyet francia és német középiskolásokból álló (egészen) fiatal kritikusok ítéltek oda.
- Fiatal Tekintetek Díja (Prix Regards Jeunes): hét fiatal európai filmkedvelőből összeállított Ifjak Zsűrije ítélte oda a fesztivál két párhuzamos rendezvényén (Kritikusok Hete és Rendezők Kéthete) vetített filmek egyikének.

## Szekciófüggetlen díjak

### Arany Kamera
Az Arany Kamerát (Caméra d'Or) 1978 óta ítéli oda egy külön zsűri a fesztivál összes szekciójában – azaz a hivatalos válogatásban (versenyprogram, Un certain regard) és a párhuzamos rendezvényeken (Kritikusok Hete, Rendezők Kéthete) – bemutatott legjobb elsőfilmnek.

#### Arany Kamera különdíja
Az Arany Kamera különdíja (Prix spéciale de la caméra dor) illeti alkalmanként egy fiatal tehetséges alkotó kiemelkedő alkotását.

#### Arany Kamera – külön dicséret
Arany Kamera – külön dicséretben (Mention spéciale de la caméra d'or) részesülhet egy fiatal, tehetséges alkotó, inkább művészi, mint közönségfilmje.

### FIPRESCI-díj
A FIPRESCI-díjat (Prix Fipresci) a Filmkritikusok Nemzetközi Szövetsége (FIPRESCI) ítéli oda egy merész, eredeti vagy személyes jellegű filmnek.

### Ifjúság díja
A Ifjúság díját (Prix de la Jeunesse) hét fiatal (18-25 éves) filmesből összeállított zsűri ítélte oda első- vagy másodfilmes rendezőknek a hivatalos válogatás két szekciójából (nagyjátékfilmek versenye, Un Certaibn Regard). 1982 és 1988 között a zsűri öt francia fiatalból állt. 1993-tól a zsűri mellé egy neves filmes személyiséget neveztek ki védnökként. 2003-tól nem különböztették meg a francia és a külföldi filmeket, s csupán egy díjat ítélnek oda. 2003-ban és 2004-ben az első- másodfilmesek mellett figyelembe vették a harmadfilmeseket is. 2013 óta nem kerül kiosztásra.

### Chopard Trófea
A Chopard Trófeát (Trophée Chopard) az Arany Pálmát és a főbb díjak trófeáit készítő Chopard svájci ékszer- és óragyártó manufaktúra adja át újonnan felfedezett, tehetséges színésznek és színésznőnek, egy már neves művész pártfogói támogatása, védnöksége mellett.

### Roberto Rossellini-díj
A Roberto Rossellini-díjat (Prix Roberto Rossellini) 1985-ben alapították a Roberto Rossellini-módon humanista szerepet játszó színésznek.

### Queer Pálma
A Queer Pálma (Queer Palm) (emlegetik Meleg Pálma néven is) a cannes-i fesztivál 2010 óta kiosztott LMBT díja, melyet a szexuális és nemi kisebbségek (homoszexuálisok, biszexuálisok, transzszexuálisok stb.) helyzetével foglalkozó, a fesztivál valamely szekciójában bemutatott legjobb filmnek ítélnek oda.

### Kutya Pálma
A Kutya Pálma (Palme Dog) egy angol újságíró által alapított humoros díj, amelyet nemzetközi kritikusok ítélnek oda 2001 óta a cannes-i fesztivál hivatalos válogatásában (nagyjátékfilmek versenyében, versenyen kívül és az Un certain regard szekcióban) bemutatott alkotások legjobb hús-vér vagy animációs kutyaszereplőjének.

### Közoktatás díja
A Közoktatás díját (Prix de l’Éducation Nationale) a francia Közoktatási Minisztérium alapította és egy 6 tanárból, 2 filmes szakemberből és 2 felső tagozatos diákból álló zsűri ítélte oda 2003 és 2010 között a hivatalos válogatás (versenyfilmek és Un certain regard) egy filmjének, jelezve a tanároknak és a diákoknak, hogy az alkotás alkalmas és méltó arra, hogy a középiskolai filmoktatás tárgyát képezze.

### Narancs-díj
A Narancs-díjat (Prix Orange) a francia sajtószövetség adja át színészek és színésznők részére alkalmi jelleggel.

### Arany Nap
Az Arany Napot (Soleil d'or) – a Szociális Tevékenységek Központi Pénztára (CCAS) ítéli oda 1995 óta.

## Fordítás
- Ez a szócikk részben vagy egészben  a   Liste des prix décernés au Festival de Cannes című francia Wikipédia-szócikk ezen változatának fordításán alapul.  Az eredeti cikk szerkesztőit annak laptörténete sorolja fel. Ez a jelzés csupán a megfogalmazás eredetét és a szerzői jogokat jelzi, nem szolgál a cikkben szereplő információk forrásmegjelöléseként.